# Linbei, Anhui
Linbei (kinesiska: 临北) är en socken i östra Kina. Den ligger i Wuhe härad i staden Bengbu i provinsen Anhui,  omkring 120 kilometer norr om provinshuvudstaden Hefei. Antalet invånare är 20780. Befolkningen består av 10 159 kvinnor och 10 621 män. Barn under 15 år utgör 18,0 %, vuxna 15-64 år 69 %, och äldre över 65 år 12,0 %.
Linbei utgör en etnisk minoritetssocken för huifolket.